# ابراهیم بنانی
ابراهیم بن علی سرقسطی بَنّانی (؟ -۱۶۷۷م) صوفی و نویسنده اندلسی در سدهٔ یازدهم هجری/هفدهم میلادی بود. الهبة و العطاء را نگاشت که مختصرنوشته‌ای است، رساله‌ای در حدیثِ ستفترق امتی نیز از آثار اوست.
.